# Orgelbau Friedrich Weigle
La Orgelbau Friedrich Weigle è stata una ditta organara tedesca con sede a Stoccarda, attiva dal 1845 al 1985. In 140 anni di attività la Orgelbau Friedrich Weigle ha costruito oltre 1300 organi, la maggior parte in chiese della Germania ma anche in Francia, Svizzera, Austria, Italia, Stati Uniti, Suriname e Sudafrica.
La ditta fu fondata nel 1845 da Carl Gottlieb Weigle (1810–1882). Fino al 1879 furono costruiti quasi 100 organi, oltre alla riparazione di diversi altri, tra cui l'organo della basilica di San Martino a Weingarten.
Nel 1888 suo figlio Friedrich trasferì la ditta a Leinfelden-Echterdingen, un sobborgo di Stoccarda. Prima della fine del secolo furono costruiti diversi organi anche in America, Africa ed Asia. Nel 1906 i figli di Friedrich Weigle, Friedrich, Karl e Julius Gotthold assunsero il controllo della società. Nel 1937 Friedrich Weigle divenne l'unico proprietario. Nel 1958 suo figlio Fritz ereditò l'azienda dal padre e la sciolse nel 1985.
Nel 1986 Joachim F. Weigle, figlio di Fritz Weigle, fondò a Sankt Johann la ditta organara 
Werkstätte für Orgelbau Joachim F. Weigle.
Alcuni organi Weigle installati in varie chiese:
- Evangelische Stadt und Frauenkirchengemeinde di Esslingen (1863 – 25 registri)[2]
- Katholische Liebfrauenkirche di Ravensburg (1868 – 34 registri)
- Stiftskirche Maria di Einsiedeln (1887 – 51 registri)
- Église Saint-Maurice di Strasburgo (1889 – 43 registri)
- Konkordienkirche di Mannheim (1900 – 50 registri)
- Église de Saint Joseph di Colmar (1900 – 44 registri)
- Gedächtniskirche der Protestation di Spira (1902 – 65 registri)
- Adventskirche di Amburgo (1961 – 32 registri)
- Stiftskirche di Tübingen (1965 – 63 registri)
- Evangelische Stadtkirche di Ravensburg (1967 – 61 registri)
- Stadtkirche di Balingen (1973 – 52 registri)